# Vargatider
Vargatider är svenska proggruppen Gunder Häggs andra studioalbum, utgivet 1970 på MNW. 2002 återutgavs skivan på CD av samma bolag, med två bonuslåtar.

## Låtlista

### 1970 års utgåva

#### Sida A
1. "I stället för - så länge" - 4:05
2. "Bröderna Surf" - 5:10
3. "Ligga lågt" - 3:55
4. "En höstbild" - 3:30
5. "Tyck synd om mig nu" - 2:25
6. "Alienation" - 4:50

#### Sida B
1. "Tio svarta pantrar" - 5:00
2. "En främling stiger in" - 3:50
3. "I Guds frånvaro" - 8:45
4. "I vargatider" - 6:00

### 2002 års version
1. "I stället för - så länge" - 4:05
2. "Bröderna Surf" - 5:10
3. "Ligga lågt" - 3:55
4. "En höstbild" - 3:30
5. "Tyck synd om mig nu" - 2:25
6. "Alienation" - 4:50
7. "Tio svarta pantrar" - 5:00
8. "En främling stiger in" - 3:50
9. "I Guds frånvaro" - 8:45
10. "I vargatider" - 6:00
11. "Var glad att du är liten" (bonuslåt) - 4:25
12. "Plump i protokollet" (bonuslåt) - 3:25

## Medverkande musiker
- Carl Johan De Geer - trombon
- Kjell Westling - sträng- och blåsinstrument
- Leif Nylén - trummor
- Mats G Bengtsson - klaviatur
- Roland Keijser - saxofoner
- Tore Berger - sång, klarinett
- Torkel Rasmusson - sång, munspel
- Urban Yman - bas, fiol

### Fotnoter
1. ↑  ”Vargatider”. Progg.se. Arkiverad från originalet den 27 augusti 2010. https://web.archive.org/web/20100827094957/http://www.progg.se/band.asp?ID=91&skiva=48&view=CD. Läst 7 februari 2012.